# ITunes Festival: London
iTunes Festival: London es un EP en directo del músico británico Paul McCartney, publicado de forma exclusiva para la tienda iTunes el 21 de agosto de 2007. Incluye cuatro canciones extraídas del álbum de estudio de 2007 Memory Almost Full y dos temas de su carrera musical en solitario, todas ellas interpretadas en directo en el Institute of Contemporany Arts de Londres como parte del primer iTunes Festival el 5 de julio de 2007.
El evento formó parte de la serie de conciertos de promoción del álbum Memory Almost Full, publicado en junio de 2007. Para ello, McCartney se hizo acompañar de los músicos habituales en sus últimas giras, Brian Ray, Rusty Anderson, Abe Laboriel, Jr. y Paul Wickens, llevando a cabo conciertos en pequeños clubes de Los Ángeles, Londres, Nueva York y París.

## Lista de canciones
Todas las canciones escritas y compuestas por Paul McCartney. 
| N.º | Título            | Duración |  |
| 1.  | «Coming Up»       | 3:46     |  |
| 2.  | «Only Mama Knows» | 3:49     |  |
| 3.  | «That Was Me»     | 2:59     |  |
| 4.  | «Jet»             | 4:11     |  |
| 5.  | «Nod Your Head»   | 2:40     |  |
| 6.  | «House of Wax»    | 5:19     |  |

## Personal
- Paul McCartney: voz, bajo, guitarra acústica, guitarra eléctrica y piano
- Rusty Anderson: guitarra eléctrica, guitarra acústica y coros
- Brian Ray: guitarra rítmica, guitarra acústica y coros
- Paul Wickens: guitarra eléctrica, teclados y coros
- Abe Laboriel, Jr.: batería, percusión y coros